# Балаклійський експериментальний полігон
49°24′57.4″ пн. ш. 36°57′23″ сх. д. / 49.415944° пн. ш. 36.95639° сх. д.
Багатоцільовий геофізичний комплекс для дослідження атмосфери і притоку метеорної речовини Харківського національного університету радіоелектроніки, також відомий як Балаклійський експериментальний полігон, — наукова база в Харківській області, біля села Вільхуватка, яка спеціалізувалась на експериментальному дослідженні метеорів методами радіолокаційної астрономії. Полігон підпорядкований Лабораторії радіоастрономії ХНУРЕ. Обладнання полігону включено до реєстру національного наукового надбання України.

## Історія
Комплекс був створений 1956 року в межах підготовки до Міжнародного геофізичного року (1957—1958), в програму якого входили, зокрема, дослідження атмосфери і метеорів. В 1958 році на полігоні був встановлений розроблений в Харкові метеорний радар, і за програмою Міжнародного геофізичного року було розпочато спостереження кількості радіометеорів та їхніх індивідуальних швидкостей.
В 1968 року під керівництвом Бориса Кащеєва була створена метеорна автоматична радіолокаційна система МАРС, а 1972 року — система МАРС другого покоління. Ці системи дозволили значно збільшити кількість реєструємих радіометеорів.
В 2004 року Модернізований багатоцільовий геофізичний комплекс для дослідження атмосфери і притоку метеорної речовини ХНУРЕ, розташований на Балаклійському науковому полігоні, був включений до реєстру національного наукового надбання України.

## Прилади
- МАРС (метеорна автоматична радіолокаційна система) — надчутлива радіолокаційна система, яка за багато років спостережень зареєструвала 200 000 окремих метеорів і зібрала дані про стан атмосфери на висотах 80-105 км[1].
- СТ РЛС (стратосферно-тропосферна радіолокаційна станція) — радіолокаційна станція метрового діапазону для вимірювання руху повітря в нижній атмосфері на висотах 2-15 км[1].
- РЛС ВП (радіолокаційна станція вертикального профілювання) — вимірювач швидкості вітру й атмосферної турбулентності за допомогою радіолокації в дециметровому діапазоні[1].
- МЕТКА — комплекс для синхронізації стандартів часу на великих відстанях (до 2000 км) з точністю до 20 нс за допомогою радіометеорів. Використовувався для синхронізації часу під час запуску першого українського супутника Січ-1. Аналогічні комплекси, виготовлені ХНУРЕ, були встановлені в багатьох містах України і Росії[1].
- Приймаючий комплекс для реєстрації радіосигналів, відбитих космічним сміттям. Передавачем сигналів мав виступати радіотелескоп РТ-70 в Євпаторії. Станом на 2008 рік, комплекс ще будувався[1].